# Tilden (Illinois)
Tilden – wieś w Stanach Zjednoczonych, w stanie Illinois, w hrabstwie Randolph.